# Região Geográfica Imediata de Pelotas
A Região Geográfica Imediata de Pelotas é uma das 43 regiões imediatas do estado brasileiro do Rio Grande do Sul, uma das 2 regiões imediatas que compõem a Região Geográfica Intermediária de Pelotas e uma das 509 regiões imediatas no Brasil, criadas pelo IBGE em 2017. É composta de 17 municípios.

## Municípios
| Município               | População (2010) | População (2022) | PIB (em mi, 2019) | PIB per capta (2019) |
| ----------------------- | ---------------- | ---------------- | ----------------- | -------------------- |
| Arroio do Padre         | 2 730            | 2 638            | R$ 56 784         | R$ 19 334            |
| Arroio Grande           | 18 470           | 17 440           | R$ 542 527        | R$ 29 658            |
| Canguçu                 | 53 259           | 48 922           | R$ 1 297 954      | R$ 23 159            |
| Capão do Leão           | 24 298           | 27 071           | R$ 550 615        | R$ 21 717            |
| Cerrito                 | 6 402            | 5 847            | R$ 107 555        | R$ 17 658            |
| Chuí                    | 5 917            | 6 438            | R$ 381 741        | R$ 56 942            |
| Herval                  | 6 753            | 6 380            | R$ 140 018        | R$ 20 528            |
| Jaguarão                | 27 931           | 26 583           | R$ 704 575        | R$ 26 408            |
| Morro Redondo           | 6 227            | 5 568            | R$ 98 356         | R$ 14 975            |
| Pedro Osório            | 7 811            | 7 652            | R$ 164 407        | R$ 21 269            |
| Pelotas                 | 328 275          | 324 026          | R$ 9 445 913      | R$ 27 587            |
| Piratini                | 19 841           | 17 434           | R$ 482 343        | R$ 23 343            |
| Rio Grande              | 197 228          | 191 719          | R$ 10 687 204     | R$ 50 649            |
| Santa Vitória do Palmar | 30 990           | 30 953           | R$ 1 248 170      | R$ 42 060            |
| São José do Norte       | 25 503           | 25 491           | R$ 424 083        | R$ 15 383            |
| São Lourenço do Sul     | 43 111           | 41 756           | R$ 1 266 139      | R$ 29 052            |
| Turuçu                  | 3 522            | 3 410            | R$ 104 930        | R$ 30 521            |
| Total                   | 808 268          | 789 328          | R$ 27 703 317     | R$ 32 919            |